# Charles Eudes Bonin
Charles Eudes Bonin, nascut a Poissy el 26 de juny de 1865 i mort a Barcelona el 29 de setembre de 1929, és un diplomàtic, arqueòleg i explorador francès.

## Història
Alumne del Liceu Condorcet i més tard de l'École des Chartes, fou nomenat cap del gabinet del prefecte d'Ille-et-Vilaine l'any 1888, i l'any següent del de Calvados. Vice-resident de França a Indoxina, fou destinat a Laos l'any 1893, i posteriorment a Malàisia, la qual cosa li permeté fer un primer viatge d'exploració a la regió entre 1895 i 1896, durant el qual travessà Gansu i Mongòlia. Entre 1898 i 1900, efectuà una segona missió a la Muntanya Emei, fins a Pequín.
Va ser nomenat cònsol l'any 1901 i secretari d'ambaixada l'any següent. L'any 1904, abandona l'Extrem Orient. És ministre plenipotenciari a Pèrsia a partir de 1918, i a Lisboa l'any 1921. Acabà la seva carrera com cap del servei de l'arxiu del ministeri dels afers estrangers.

## Publicacions
- De Tourane au Mékong: une mission au Laos (1895)
- Note sur les sources du Fleuve Rouge (1897)
- Académie des Inscriptions et Belles-Lettres. Note sur le tombeau de Gengis-Khan (en francès), 1897.
- Note sur un manuscrit Mosso (1898)
- Note sur les anciennes chrétientés nestoriennes de l'Asie centrale (1900)
- Le Mont-Omei (1900)
- Voyage de Pékin au Turkestan russe: par la Mongolie, le Koukou-nor, le Lob-nor et Dzoungarie (1901)
- Dix inscriptions chinoises de l'Asie centrale d'après les estampages (1902)
- De Mien Ning hien à Tseu Ta Ti (1908)
- La Peinture chinoise au Musée Guimet (1910)
- Les Royaumes des neiges : (États himalayens) avec 3 cartes dans le texte et 16 planches de reproductions photographiques hors texte (1911)
- Vocabulaires recueillis par Charles-Eudes Bonin : Moï. Dialectes tibétains
- Les Mahométans du Kansou et leur dernière révolte
- La Conquête du Petit-Tibet